# Уральский бассейновый округ

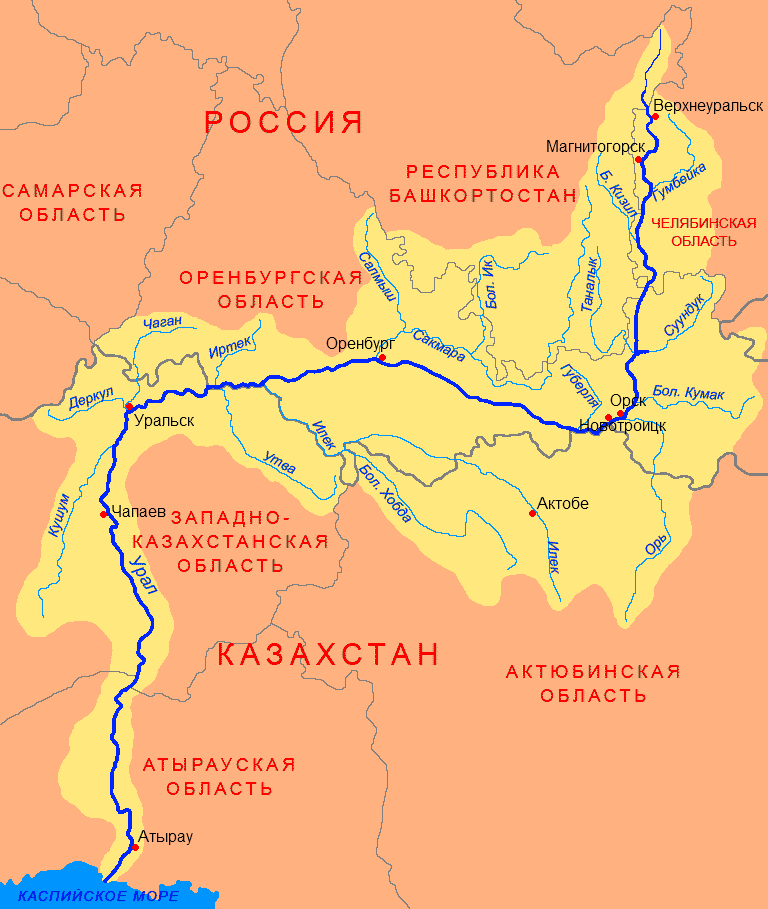
Бассейн реки Урал

Уральский бассейновый округ — один из 20 бассейновых округов России (согласно ст.28 Водного Кодекса).
Появился в 2006 году с целью выделения особой области использования и охраны водных объектов бассейна Каспийского моря и связанных с ним подземных водных объектов.
Подразделы Уральского бассейнового округа выделяются цифровым кодом 12.
Подразделяется на:
- 12.01 — 01 — Урал (российская часть бассейна)[1]
- 12.01.00 — Урал (российская часть бассейна)
  - 12.01.00.001 — Урал от истока до Верхнеуральского г/у
  - 12.01.00.002 — Урал от Верхнеуральского г/у до Магнитогорского г/у
  - 12.01.00.003 — Урал от Магнитогорского г/у до Ириклинского г/у
  - 12.01.00.004 — Урал от Ириклинского г/у до г. Орск
  - 12.01.00.005 — Сакмара от истока до впадения р. Большой Ик
  - 12.01.00.006 — Большой Ик
  - 12.01.00.007 — Сакмара от впадения р. Большой Ик до устья
  - 12.01.00.008 — Урал от г. Орск до впадения р. Сакмара
  - 12.01.00.009 — Илек
  - 12.01.00.010 — Российская часть бассейна р. Урал ниже впадения в него р. Сакмара без р. Илек

- 12.02 — Бассейны рек Малый и Большой Узень (рос. часть бассейнов)[2]
- 12.02.00 — Большой и Малый Узень (российская часть бассейна)
  - 12.02.00.001 — Малый Узень
  - 12.02.00.002 — Большой Узень